# Wild Weasel
Wild Weasel (ofte forkortet WW) er et amerikansk kodeord brugt i United States Air Force (USAF) for et militærfly helt eller delvist udstyret til SEAD.
Den første succesfulde Wild Weasel mission blev udført da to Wild Weasel-fly nedkæmpede et luftforsvarssystem nær banegården ved byen Yen Bai omkring 120 kilometer syd for Hanoi under Operation Rolling Thunder. Den første Wild Weasel-mission endte dog med at begge flyene blev skudt ned den 20. december 1965.

## Baggrund
Wild Weasel-konceptet blev udviklet af USAF i 1965 efter man erfarede at Sovjetunionen leverede moderne luftforsvarsmissiler til Nordvietnam og nordvietnameserne efterfølgende havde held til at nedskyde et antal amerikanske fly. Wild Weasel-programmet blev ledet af General Kenneth Dempster.
Man begyndte at udvikle Wild Weasel taktikker og teknikker i 1965 efter begyndelsen af Operation Rolling Thunder under Vietnamkrigen, konceptet blev efterfølgende også benyttet af andre nationer og i senere konflikter såvel som en integration ind i begrebet Suppression of Enemy Air Defenses (SEAD), et koncept hvor man ønsker at etablere luftoverherredømme før en mulig fuldspektrumkonflikt. I begyndelsen var konceptet kendt under kodeordet "Iron Hand" da det blev godkendt den 12. august 1965, udtrykket "Wild Weasel" kommer efter USAF udviklede et program der skulle producere et dedikeret fly at erkende og nedkæmpe luftforsvarsstillinger (metoden blev betegnet som en "Iron Hand mission", selvom Iron Hand kun henviser til en undertrykkende af luftforsvaret for at bane vejen for et større luftangreb. Oprindeligt omtalte man programmet som "Væselprojektet" med henvisning til en væsel der trænger ind i offerets hule og dræber det. Man valgte dog at benytte betegnelsen "Iron Hand" for at adskille det fra kodeordet "Væsel" som var blevet brugt under 2. verdenskrig for bombefly der medbragte chaff.
En Wild Weasel-platforms primære opgave er altså at lokke fjendens luftforsvar til at erkende og målfølge platformen med deres radarsystemer som flyet så kan spore tilbage til oprindelsespunktet hvorefter flyet eller et af de andre fly kan nedkæmpe målet. En simpel analogi er at lege gemmeleg med lommelygter i mørket: Lommelygten er som regel den eneste måde at sikkert identificere de andre deltagere for at kunne "fange dem", men når man tænder lygten afslører man sin egen placering og dermed nemt selv kunne identificeres. Resultatet er en hektisk omgang katten-efter-musen, hvor luftforsvarssystemet tænder og slukker sine radarer i intervaller i et forsøg på at finde og nedkæmpe Wild Weasel-flyet inden det kan spore sig ind på radarens placering og dermed engagere den.
Det moderne begreb benyttet i USAs forsvar for denne type missioner er "Suppression of Enemy Air Defenses" - forkortet SEAD.

## Udstyr

### Wild Weasel I
Wild Weasel-konceptet blev introduceret i 1965 som en metode til at imødegå den øgede nordvietnamesiske missiltrussel mod amerikanske fly. Besætningerne var frivillige og man benyttede den tosædede F-100F Super Sabre (United States Navy benyttede A-4 Skyhawk). Selvom F-100F generelt var et effektivt flystel havde det ikke de manøvreegenskaber der skulle til for at overleve i et massivt lufttrusselsmiljø. Den første Wild Weasel-eskadrille var 354th Tactical Fighter Squadron der var garnisoneret ved Takhli Royal Thai Air Base i Thailand. Efter 45 dages kampoperationer i Vietnam var status for eskadrillen: Ét fly operativt, ud af de 16 besætningsmedlemmer var 4 dræbt, to var taget til fange, tre sårede og yderligere to blev hjemsendt.

### Wild Weasel II og III
Wild Weasel II var det første forsøg på at benytte F-4C som en Wild Weasel platform. Forsøget blev ikke en succes og man benyttede i stedet F-105F der blev operativ i løbet af sommeren 1966. F-105F blev konverteret til rollen og fik designationen Wild Weasel III. F-105F var udstyret med en mere avanceret radar, jammingudstyr og en tungere bevæbning. Flyene var udstyret med antiradarmissiler der ville søge mod fjendens radarsignaler. F-105F Wild Weasel flystellene blev senere udstyret med forbedrede modforanstaltninger mod missiler og fik derefter den tekniske designation F-105G. I Wild Weasel-sammenhæng blev F-105G designeret Wild Weasel III. 61 F-105F fly blev opgraderet til F-105G-standard. Selvom flyene i noget af dokumentationen blev omtalt som EF-105F, blev denne designation ikke benyttet i de operative eskadriller.

### Wild Weasel IV
I 1964 gik F-105 ud af produktion. F-105-flåden blev efterfølgende betydeligt presset af de fortsatte kampoperationer, hvilket betød at der var et stigende behov for et nyt Wild Weasel-fly. Dette behov udmøntedes i konverteringen af 36 F-4C Phantom II, der fik designationen F-4C Wild Weasel IV. F-4C Wild Weasel IV fik heller ikke designationen "EF".

### Wild Weasel V
F-4E var på tidspunktet den mest avancerede F-4 Phantom II-variant med omfattende angrebskapacitet mod landmål og en intern maskinkanon og blev derfor udgangspunktet for F-4G Wild Weasel V (også kendt som Advanced Wild Weasel). Denne modifikation bestod af at fjerne maskinkanonen og erstatte den med en APR-38(t) radarpejler (der senere blev opgraderet til en APR-47), samt en cockpitopgradering til EK-operatørens udstyr på bagsædet. I alt blev 134 F-4E opgraderet til F-4G-standard fra 1975 og operativ brug begyndte i 1978.
F-4Gs blev i starten benyttet af tre forskellige Wings, en på George Air Force Base i Californien som en del af et hurtigt udsendelsesberedskab. En anden wing var tilknyttet USAFE (US Air Forces in Europe) ved Spangdahlem Air Base i Tyskland. Den sidste hørte til PACAF (Pacific Air Forces) garnisoneret på Clark Air Force Base på Filippinerne. F-4Gs fra George AFB og Spangdahlem AB deltog i kamphandlingerne under Operation Desert Storm i 1991 hvor de med stor succes beskyttede koalitionens fly fra irakisk luftforsvar. Under konflikten blev Wild Weasel-flyene meget brugt, men kun et enkelt fly gik tabt: Et fly fra Spangdahlem AB styrtede i Saudi Arabien på vej hjem fra en mission.. Efter en undersøgelse af styrtet som skete efter flere forgæves landingsforsøg i en sandstorm blev det klart at en brændstoftank var slået læk efter antiluftskytsild. Piloten og EK-operatøren skød sig ud i deres katapultsæder efter flyets motorer gik ud på grund af brændstofmangel i nærheden af en fremskudt flylandingsbane.
Efter Operation Desert Storm blev nogle af flyene fra George AFB overført til 190th Fighter Squadron i Air National Guard ved Boise, Idaho tilknyttet 124th Wing. Flyene fra Spangdahlem, Clark, og de resterende fra George blev tilknyttet 561st Fighter Squadron underlagt 57th Fighter Wing ved USAF ved Nellis Air Force Base ved Las Vegas. Flyene forblev i tjeneste frem til 1996 hvor begge eskadriller i perioden deltog i hyppige udsendelser til Saudi Arabien og Tyrkiet til støtte for Operation Provide Comfort, Operation Southern Watch og Operation Vigilant Warrior hvor de håndhævede flyveforbudszonerne over Irak. På dette tidspunkt var F-4G den sidste operative variant af Phantom II i de amerikanske militær. Mange af flyene blev senere benyttet som træningsobjekter i forbindelse med redningsøvelser på land og andre blev konverteret til måldroner.

### Nuværende
En ændring i designstrategien til fordel for multirollefly betød at F-4G var det sidste fly i USAF-tjeneste der var udviklet specifikt til SEAD-rollen. Wild Weasel missionerne udføres nu af F-16 Fighting Falcon C/D (Block 50 og 52) fra 1991. Den enkeltsædet Block 50/52 F-16C benyttes specifikt til Wild Weasel-missioner. Piloten udfører både rollen som som pilot og EK-operatør. Andre fly der er i stand til at nedkæmpe luftforsvarsstillinger har andre primære opgaver såsom A-10 Thunderbolt II "Warthog", som primær rolle som nærstøttefly (Close Air Support - CAS). Den ældre A-version af A-10 har ikke avionikken til at udføre en SEAD-mission, men de nyere C-varianter som man begyndte at konvertere i 2005 har endnu ikke mødt en fjende med et avanceret luftforsvar udover kortrækkende bærbare missiler. F-15E Strike Eagle derimod, har avanceret avionik, høj hastighed og lang rækkevidde. Flyet bliver dog typisk benyttet til nålestiksoperationer, hvilket også kan være luftforsvarsstillinger men typisk er infrastruktur, føringssystemer og produktionapparat. Tornado ECR er for tiden det eneste SEAD-fly i brug i Luftwaffe og Aeronautica Militare. Royal Air Force benytter IDS-varianten til at udføre samme opgave, men flyet bliver primært benyttet til dets primære formål, angrebsfly i dybden (Air Interdiction). F-35 Lightning II skal efter planen gradvist erstatte disse fly i deres forskellige luft-til-jord-roller, inklusiv SEAD forventelig fra 2016. Flyets stealth teknologi gør det i stand til at operere mere effektivt mod luftforsvarssystemer ved hjælp af den reducerede radarsignatur. For at gøre mest mulig brug af den mindre radarsignatur vil flyene være nødt til at medbringe dets våben i flyets interne våbenlast. Dog er flyets interne våbenlast større end eksempelvis det i F-22 Raptor. F-35 flyets luft-til-jord-angrebssystemer er yderst avancerede og det har potentialet til at blive et af de bedste fly til SEAD-operationer. Der er dog en ulempe: Flyet er dog ikke i stand til at medbringe de nuværende antiradarmissiler såsom AGM-88 HARM internt hvorved en stor del af flyets stealth-fordel forsvinder i en SEAD-rolle.

## Fremgangsmåde
I 1966, over Nordvietnam, bestod Wild Weasel-missioner som regel af fire fly anført af en enkelt tosædet F-105F/G (med sin EK-operatør (EWO) og dennes elektroniske analyseudstyr) og tre F-105Ds. Somme tider ville to "F/G"s, hver med en "D" makker, operere selvstændigt.
Wild Weasel missioner flyver forud for hovedstyrken ved et bombeangreb for at rense området for fjendtlige radarstyrede SA-2 Guideline-missilstillinger og ville forlade området som de sidste hvilket kunne byde på 3,5 timer lange missioner før de returnerede til deres flyvestationer i Thailand. Der var to fremgangsmåder, enten ved at styre i retningen mod missilstillingen i en angrebsprofil og affyre antiradarmissiler, eller ved at identificere målet visuelt og bombe det. Flyene udførte ofte disse angreb mens de var under angreb af fjendtlige kampfly og antiluftskyts.
F-105F benyttede ikke radarjamming da flyets operationsmønster er at agere lokkedue for fjenden og beskytte det primære angreb og fremprovokere en fjendtlig missilaffyring. En missilaffyring skaber nok synlig røg til at identificere affyringsstedet og umiddelbart efter kunne bombe det. Det var muligt at snyde indkommende missiler ved at dreje skarpt eller gå i et dybt dyk hvis man kunne se dem. Hvis man ikke opdagede missilerne, der fløj med tre gange så høj hastighed som flyet, var der en stor risiko for at blive skudt ned og missionen ville være forfejlet.
Under Vietnamkrigen benyttede man en Hunter-Killer-taktik, hvor en F-4G Wild Weasel ville samarbejde med en eller flere konventionelle F-4E Phantoms. Wild Weasel-flyet ville nedkæmpe missilradarerne hvorved de andre F-4E kunne komme tæt på og nedkæmpe resten af missilstillingen ved hjælp af klyngebomber. Under Operation Desert Storm benyttede man en taktik benævnt "Here, kitty kitty" (som om man kalder på en kat), hvor en Wild Weasel ville forsøge at få en luftforsvarsstillings fulde opmærksomhed hvorefter andre Wild Weasels ville snige sig ind på stillingen og nedkæmpe den.
En kendt Wild Weasel-operation foregik da fem F-105G, under kaldesignalerne "Firebird 01–05", støttede Operation Ivory Coast der skulle redde krigsfanger fra Son Tay krigsfangelejren. Missionen blev sat i gang i de tidlige morgentimer den 21. november 1970. Et af Wild Weasel-flyene blev skudt ned af et SA-2-missil, men besætningen nåede at skyde sig ud med deres katapultsæder hvorefter de blev reddet af en HH-53 "Super Jolly" helikopter der også deltog i operationen. Wild Weasel-flyet var det eneste amerikanske tab under missionen.

## Motto og traditioner
Wild Weasel-besætningerne har et uofficielt motto: YGBSM: "You Gotta Be Shittin' Me" - "Du tager pis på mig ik'". Mottoet er ofte placeret på et stofmærke placeret et prominent sted på besætningernes uniform i nogle af eskadrillerne. Historien bag mottoet er efter sigende et udbrud fra Jack Donovan, en tidligere EK-operatør på en B-52 Stratofortress:
Det var et naturligt svar fra en veteran, en erfaren EK-operatør om bord på en B-52, da han lærte at han skulle sidde på bagsædet hos en excentrisk kamppilot og være lokkedue for fjendtlige jord-til-luft-missiler.
Den nøjagtige ordlyd var: "Du vil have mig til at sidde bagerst i et lille bitte kampfly med en sindssyg pilot som tror han er uovervindelig, styre direkte mod en luftværnsstilling i Nordvietnam og ramme den inden den det mig - du tager pis på mig ik'.
Halebogstaverne "WW" benyttet af 35th Tactical Fighter Wing og 37th Tactical Fighter Wing kommer fra deres Wild Weasel-arv.

## Yderligere information
- "Suicide Missions: Wild Weasels". History Channel. 25. april 2006. {{cite web}}: Manglende eller tom |url= (hjælp)